# فست کامپانی
فست کامپانی (انگلیسی: Fast Company) یک مجله تجاری آمریکایی است که به صورت چاپی و آنلاین منتشر می‌شود و در زمینه فناوری، کسب و کار و طراحی تمرکز نموده و در هر سال ۱۰ شماره از مجله را به چاپ می‌رساند. رابرت سفین از سال ۲۰۰۷ سردبیر این مجله بوده‌است. که قبل‌تر در مجله‌های فرچون، تایم و مانی کار کرده‌است. این مجله متعلق به شرکت منسیوئتو ونچز است و در نیویورک مستقر می‌باشد.